# Convento de Jesús María (Ciudad de México)
El templo y convento de Jesús María es un edificio religioso de la Ciudad de México, ubicado en la zona centro de la misma.

## Ubicación
Se encuentra ubicado en el centro, a escasas dos cuadras del Palacio. El convento completo ocupaba la cuadra sobre la calle de Jesús María, que lleva desde San Pablo a la Plaza de Loreto, pero estando hoy enajenada la parte de los claustros (teniendo éstos esquina con la calle Corregidora, antes de la Acequia), la iglesia hace esquina sólo con la calle de la Soledad, que va del Palacio a la Soledad.

## Historia
Fue por gestiones del español Pedro Tomás Denia que se fundó el convento, pues quería un sitio donde las descendientes de los conquistadores pudieran acogerse a una santa vida lejos de los horrores de la pobreza sin clausura en que estaban muchas de ellas tras los derroches o mala repartición de aquellos. En 1577, en asociación al rico Gregorio de Pesquera y al alcalde Bernardino de Albornoz juntó $12300 entre el caudal de Pesquera y limosnas que alzó en México y los reales de minas e inició los trámites de aprobación ante el virrey Enríquez de Almansa y el arzobispo Moya de Contreras. Aprobado el intento, se buscó casa donde establecer el convento, aceptándose en un primer momento una detrás de la parroquia de la Santa Veracruz (hoy esquina de Av. Hidalgo y calle del 2 de Abril). Un breve pontificio de Gregorio XIII, fechado el 21 de enero de 1578 (instigado por el arzobispo) determinó que debía la nueva fundación hacerse bajo el nombre de Jesús María y bajo la Orden de la Inmaculada Concepción. La fundación formal y dedicación se hizo al fin el 11 de febrero de 1580 con trece monjas recién admitidas al hábito y diez más del convento de la Concepción como maestras, una de ellas siendo sor Isabel Bautista, que quedó por abadesa.
Pedro Tomás Denia partió a España consiguiendo que el rey Felipe II concediese a la fundación del convento su patronato real el 4 de febrero de 1583. Entre tanto, el convento se movió a su sitio actual por iniciativa de las monjas, habiendo dispuesto el arzobispo el lugar y habíendose comprado el terreno desde el 25 de junio de 1582 a Lorenzo Porcallo, trasladándose la comunidad a su nueva casa el 11 de septiembre del mismo año, noticia que Denia no recibió con agrado a su regreso en 1585 puesto que el terreno del Puente de la Mariscala lo había escogido él mismo. Hizo un intento de regresar la comunidad a su sitio original dejando a la mitad de la comunidad en el nuevo, pero los jueces no lo permitieron tras mucha deliberación.
El virrey que tomó posesión del patronato real en nombre del rey fue el marqués de Villamanrique el 2 de octubre de 1588 en solemne función en los bajos de la casa que entonces servían de iglesia provisional; fue hasta 1597 que el virrey conde de Monterrey mandó comenzar la fábrica de una iglesia mucho más suntuosa y sobre todo permanente, acorde a su estatus de Real. Fue terminado y estrenado el 7 de febrero de 1621 bajo los auspicios y gobierno del marqués de Guadalcázar y el episcopado de Juan Pérez de la Serna.

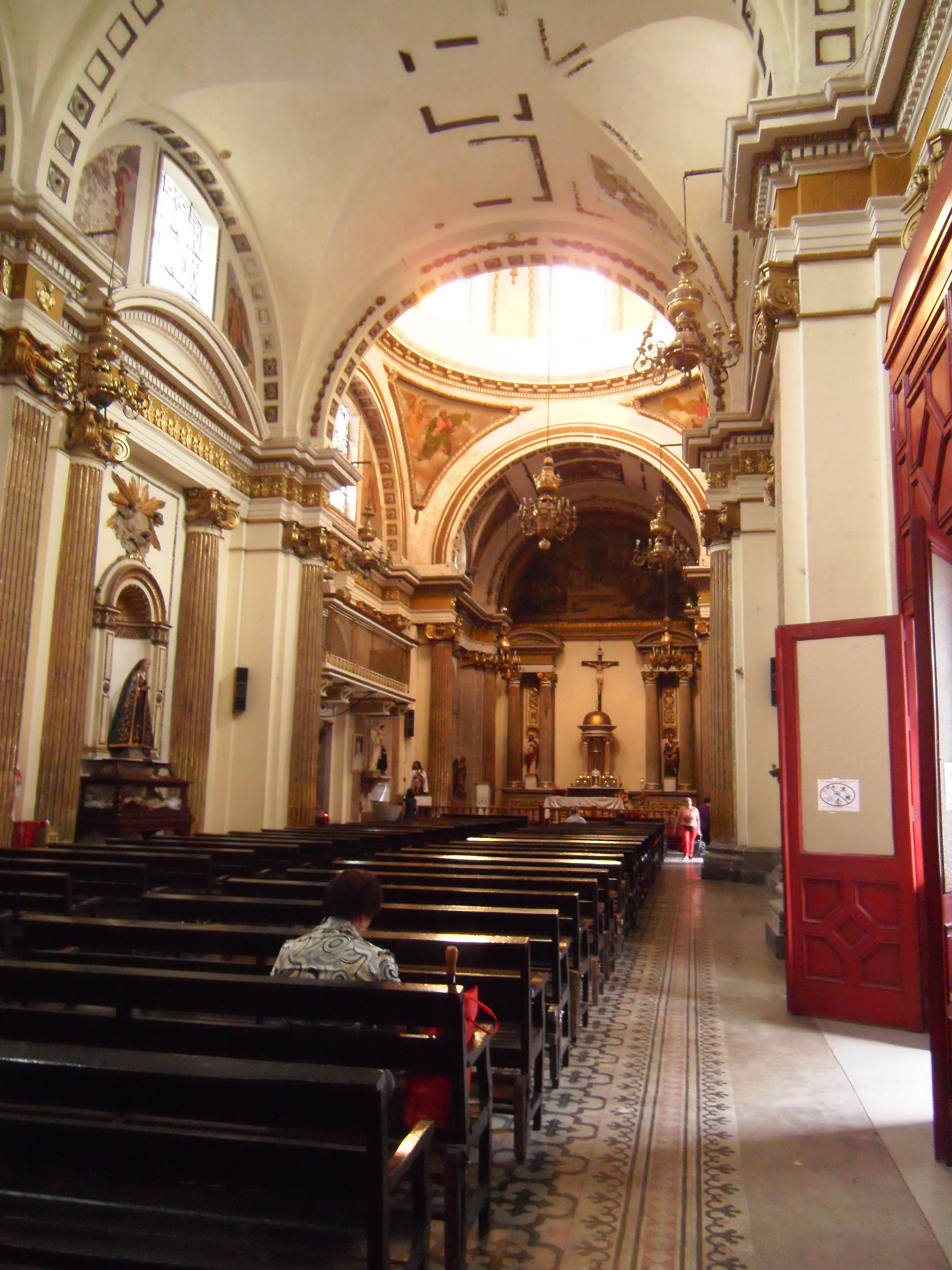
Interior

No parece haber habido daño substancial durante la inundación de 1629 puesto que no hay registros de que parte alguna se haya tenido que reconstruir. Lo que sí consta es que Ildefonso de Iniesta Bejarano y Durán hizo obras en la conclusión del claustro en 1775 mientras que José Antonio González Velázquez realizó las magníficas portadas neoclásicas que luce el templo con elegancia, así como la cúpula y el coro.
En 1861 la comunidad fue rejuntada en el convento de Regina. Regresó durante la intervención francesa pudieron regresar, pero con el triunfo de la República el convento fue suprimido permanentemente. El templo permaneció operando como tal hasta 1933 en que fue cerrado y entregado a la Secretaría de Guerra y Marina sirviéndole de archivo. pero consta que volvió a ofrecer servicios religiosos desde 1960. El resto del convento no tuvo tanta suerte, pues aunque al principio intentó funcionar como hospital de menesterosos, el proyecto no funcionó y fue abandonado, dividiéndose gran parte entre particulares, donándose otra a la familia del general Ignacio Zaragoza y destinándose una parte más a Escuela de Artes Gráficas para Mujeres. En una fecha indeterminada pero con toda seguridad ya en el siglo XX, el claustro principal (la esquina de Jesús María y Corregidora) pasó a ser el cine Progreso Nacional, pero con su cierre permaneció con uso comercial (más en específico bodegas) en estado de aparente abandono hasta que el INAH tomó posesión de él usándole de resguardo de diversas piezas y archivos